# Joʻra Mahmudov
Joʻra Mahmudov (ros. Джура Махмудов, ur. 3 czerwca?/16 czerwca 1915 w kyszłaku Szyłkin w obwodzie samarkandzkim, zm. 9 stycznia 1987 w obwodzie samarkandzkim) – radziecki wojskowy, sierżant, Bohater Związku Radzieckiego (1945).

## Życiorys
Urodził się w uzbeckiej rodzinie chłopskiej. Skończył 7 klas, pracował w kołchozie w rodzinnym kyszłaku, w czerwcu 1941 został powołany do Armii Czerwonej, od kwietnia 1944 uczestniczył w wojnie z Niemcami. Był dowódcą działonu stacjonarnego karabinu maszynowego 57 gwardyjskiego pułku kawalerii 15 Gwardyjskiej Dywizji Kawalerii 7 Gwardyjskiego Korpusu Kawalerii 1 Frontu Białoruskiego w stopniu sierżanta, brał udział w operacji białoruskiej latem 1944, później zimą 1945 w operacji wiślańsko-odrzańskiej. 23 stycznia 1945 podczas wyzwalania Kalisza wraz z działonem pod ogniem przeciwnika sforsował Prosnę, zajął pozycję na przyczółku i ogniem karabinu maszynowego osłaniał przeprawę szwadronu, tłumiąc stanowiska ogniowe wroga na dachach budynków i na budynku kościoła, później ogniem z karabinu osłaniał flankę szwadronu i ubezpieczał zdobywanie jednej z fabryk w mieście. Celując w wycofujących się Niemców, zadał im duże straty i uniemożliwił ich kontratak. Umożliwił również zdobycie przez czerwonoarmistów parkingu z ponad 600 zdatnymi do użytku samochodami wojskowymi. Gdy Kalisz został opanowany, działon Mahmudova zniszczył do dwóch plutonów niemieckiej piechoty. Brał udział w dalszych walkach, podczas operacji berlińskiej został ranny w ramię i w głowę. W październiku 1945 został zdemobilizowany. Wrócił do rodzinnego kyszłaku, w 1946 ukończył roczną szkołę partyjną przy KC Komunistycznej Partii (bolszewików) Uzbekistanu, w grudniu 1946 został kierownikiem wydziału instruktorskiego, a w maju 1947 wydziału wojskowego rejonowego komitetu partyjnego w obwodzie samarkandzkim. Od lutego do kwietnia 1949 kierował wydziałem handlu, później wydziałem rolnym rejonowego komitetu partyjnego, od grudnia 1950 do 1952 uczył się na kursie Republikańskiej Szkoły Partyjnej przy KC KP(b)U, w grudniu 1952 został zastępcą dyrektora stacji maszynowo-traktorowej ds. politycznych, w grudniu 1953 został partyjnym sekretarzem odpowiedzialnym stacji maszynowo-traktorowej, od października 1955 do października 1961 był przewodniczącym kołchozu "Kommunist" (później przemianowanego na kołchoz im. Lenina) w obwodzie samarkandzkim, następnie przeszedł na emeryturę z powodu inwalidztwa.

## Odznaczenia
- Złota Gwiazda Bohatera Związku Radzieckiego (27 lutego 1945)
- Order Lenina (27 lutego 1945)
- Order Wojny Ojczyźnianej I klasy (11 marca 1985)
- Medal „Za zdobycie Berlina”

I inne.